# Erodium acaule
Erodium acaule là một loài thực vật có hoa trong họ Mỏ hạc. Loài này được (L.) Bech. & Thell. mô tả khoa học đầu tiên năm 1928.

## Hình ảnh

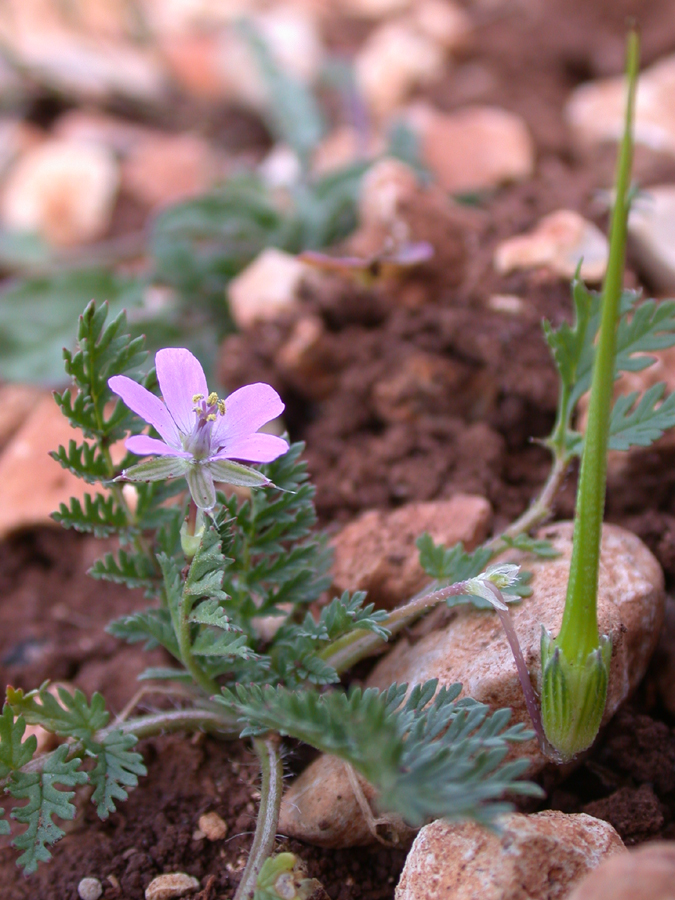
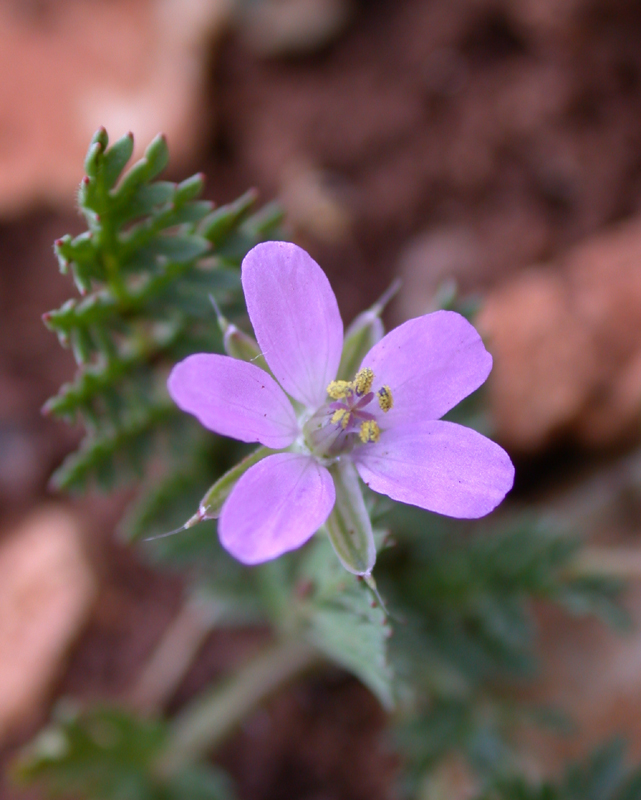
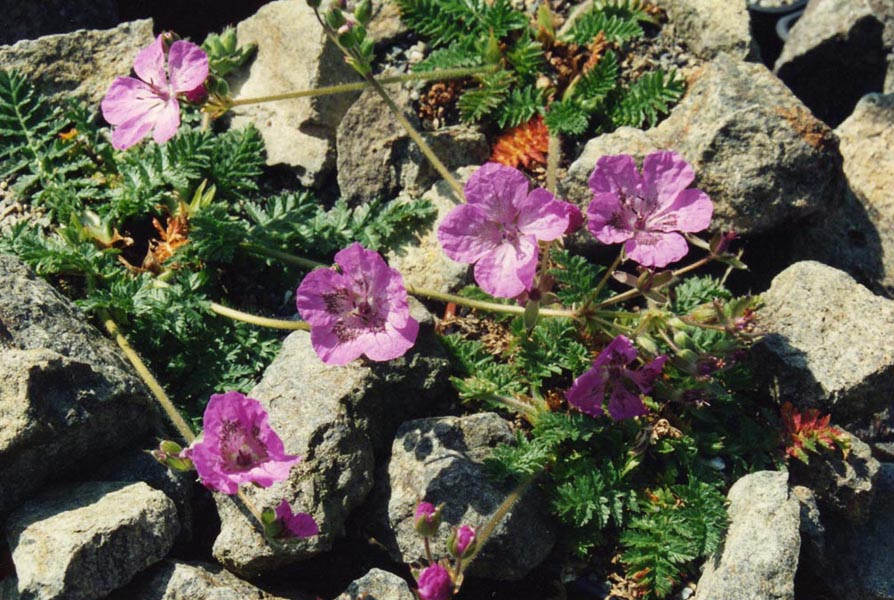